# Старополе (Сілезьке воєводство)
Старополе (пол. Staropole) — село в Польщі, у гміні Пширув Ченстоховського повіту Сілезького воєводства.
Населення — 252 особи (2011).
У 1975-1998 роках село належало до Ченстоховського воєводства.

## Демографія
Демографічна структура станом на 31 березня 2011 року:
|          | Загалом | Допрацездатний вік | Працездатний вік | Постпрацездатний вік |
| -------- | ------- | ------------------ | ---------------- | -------------------- |
| Чоловіки | 120     | 24                 | 79               | 17                   |
| Жінки    | 132     | 19                 | 83               | 30                   |
| Разом    | 252     | 43                 | 162              | 47                   |